# 레미니센스 (영화)
《레미니센스》(영어: Reminiscence)는 리사 조이의 장편 영화 감독 데뷔로 각본, 감독, 제작을 맡은 2021년 미국의 네오 누아르 SF 스릴러 영화이다. 영화는 휴 잭맨, 레베카 페르구손, 탠디 뉴턴, 클리프 커티스, 마리나 데 타비라, 그리고 오언 조(Daniel Wu)가 출연하며, 사라진 연인을 찾기 위해 사람들의 기억을 볼 수 있는 기계를 사용하는 남자를 쫓는다. 조이는 또한 그녀의 남편이자 창의적 파트너(creative partner)인 조너선 놀런과 함께 제작한다.
레미니센스는 워너 브라더스에 의해서 2021년 8월 20일에 미국에서 개봉되었고, 또한 스트리밍 서비스인 HBO 맥스의 광고 없는 요금제로 미국에서 한 달 동안 동시 개봉했다. 영화의 서술적 야망은 칭찬받았지만 《말타의 매》 그리고 《웨스트월드》 같은 작품과 주제가 유사하다고 부정적으로 비교되는 엇갈린 평을 비평가들로부터 받았다. 영화는 박스오피스 봄(box office bomb)이였으며, 5,400만 달러의 예산에 비해 1,600만 달러의 수익을 올렸다.

## 줄거리
가까운 미래에, 기후 변화는 해수면을 상승시키고 마이애미를 물에 잠기게 했다. 낮 시간대의 극한 기온은 대부분의 인구가 밤에 생활하게 했다.
닉 배니스터와 그의 친구 와츠는 사람들이 기억을 다시 체험하게 해주는 사업을 운영한다. 어느 날, 예약하지 않은 고객인 메이가 그녀의 잃어버린 열쇠를 찾게 도와달라고 요청한다. 닉은 즉시 그녀에게 끌렸고, 그녀의 그날 저녁 기억을 관찰하면서, 그녀가 나이트클럽 가수라는 것을 알게 되고 그녀가 그가 가장 좋아하는 노래인 "Where or When"을 부를 때 교감을 느낀다. 닉과 메이는 사귀기 시작하지만, 와츠는 그녀를 믿지 않는다.
몇 달 후, 메이는 말 한마디 없이 사라졌다. 그녀의 행방에 대한 단서를 찾길 희망하며, 닉은 영원히 그를 기억 속에 갇히게 할 수 있는 위험한 행위인 그들의 관계에 대한 그의 기억을 다시 체험하는 것을 몇 시간씩 반복했다.
검사 에이버리 카스티요는 뉴올리언스의 세인트 조라는 마약 두목을 위해 일했던 혼수상태의 용의자에게서 기억을 상기시키기 위해 닉과 와츠를 고용한다. 그 남자의 기억에서, 닉은 메이가 한 때 세인트 조의 정부였고 매우 중독성이 강한 마약인 "바카(Baca)"에 중독됐었음을 본다. 그 기억은 또한 메이가 도시에서 달아나기 전에 세인트 조의 숨겨둔 바카(Baca)를 훔쳤다는 것을 드러낸다. 닉은 메이가 중독되었다는 것을 깨닫고 엄청난 충격을 받았지만, 와츠는 이미 알고 있었다.
닉은 뉴올리언스로 이동해서 세인트 조를 마주치지만, 그는 메이가 그를 떠난 뒤로 아무것도 듣지 못했다고 말한다. 세인트 조의 부하가 닉을 쓰러트리려 하지만, 와츠가 그를 구해주고 세인트 조와 그의 부하들을 죽인다. 마이애미로 돌아와서, 닉은 와츠가 메이와의 마지막 만남을 다시 체험하는 것을 보고, 메이가 그들의 고객들 기억의 기록을 보관하는 금고에 침입했다는 것을 발견한다. 그들은 메이가 늙고 부유한 연인과의 밀회를 반복해서 다시 체험하는 고객인 엘사 카린의 기록을 훔치는 것을 발견한다. 닉은 그녀의 연인인 사람의 목소리가 부유한 "재벌(land baron)"이며 최근에 사망한 월터 실반이라는 것을 알아본다.
수사하면서, 닉은 엘사가 최근에 살해당했고 그녀의 어린 아들은 메이의 인상착의와 일치하는 여자에게 납치당했다는 것을 알게 된다. 메이를 찾는 중에, 닉은 과거 세인트 조의 심복이었던 사이러스 부스에게 공격당한다. 엘사의 아들이 월터 실반의 자녀로 예상되면서 그의 재산에 대한 잠재적인 상속인이 되는 것을 알고, 닉은 실반의 미망인이며 기억이 손상된 이전 고객인 타마라를 마주친다. 한순간 정신이 맑아지면서, 타마라는 닉에게 부스와 메이가 숨었을 만한 한 장소를 가리킨다. 닉과 부스는 싸웠고, 닉이 부스를 제압하기 전에 부스가 거의 익사할 뻔했다. 닉은 부스를 그의 사무실로 끌고 가고 그의 기억을 보기 위해서 그를 기계에 연결한다.
부스의 기억은 메이와 닉의 관계 기초가 거짓이었다는 것을 드러낸다. 부스가 닉을 속이는 계획에 그녀를 참여시킨 후에 그녀는 닉을 더 잘 유혹하기 위해서 연구했고 그녀의 열쇠를 잃어버리는 준비를 했다. 하지만 그 기억은 또한 메이가 진심으로 닉을 사랑하게 되었다는 것도 보여준다. 부스가 엘사를 살해했을 때, 메이는 엘사의 아들을 데리고 도망쳤고, 그를 알 수 없는 곳에 숨겼다. 나중에 부스가 메이를 찾았고 아이의 위치를 밝히도록 그녀를 강요했다.
닉은 메이가 부스에게 연설할 때의 기억을 보았는데, 사실 그를 위한 것이었다. 그녀는 간접적으로 엘사 아들의 위치를 드러내면서 닉에 대한 그녀의 사랑을 고백한다. 그다음 그녀의 상황에서 벗어나는 유일한 방법을 보면서, 메이는 치명적인 양의 바카(Baca)를 복용하고 죽기 위해서 발코니에서 뛰어내린다.
절망한 닉은 부스가 그의 최악의 기억인 은닉한 수익에 대한 벌로 세인트 조의 부하가 그의 얼굴을 태우는 날을 다시 체험하게 만든다. 그는 실반의 적자인 세바스찬, 자신의 유산을 지키기 위해 엘사와 자신의 이복형제를 제거하도록 부스를 고용한 자를 마주한다. 세바스찬은 거의 자살할 뻔했지만, 마음을 바꿔서 체포된다.
닉은 와츠에게 부스가 그것들을 반복적으로 다시 체험하게 만들어서 그가 부스의 기억을 고의로 "태웠다"고 자백했는데, 이는 중죄다. 그는 유죄 선고를 받았고 그의 기계에서 메이와 함께한 시간을 다시 체험하는 것으로 형기를 채우는 것을 허락받았으며, 이는 그의 남은 생 전부를 의미한다. 그의 기억에서, 닉은 메이에게 이야기의 평범한 결말 이전에 연인들이 재회하고 행복해지는 결말로 끝나는 오르페우스와 에우리디케 이야기의 짧은 버전을 얘기한다.

## 출연진
- 휴 잭맨 - 닉 배니스터 역
- 레베카 페르구손 - 메이 역
- 탠디 뉴튼 - 에밀리 역
- 클리프 커티스 - 사이러스 부스 역
- 마리나 데 타비라 - 타마라 실반 역
- 오언조 - 세인트 조 역
- 모잔 아리아 - 세바스찬 실반 역
- 브렛 컬런 - 월터 실밴 역
- 내털리 마르티네스 - 에이버리 카스티요 역
- 앤절라 새러피언 - 엘사 카린 역

## 제작
2013년에, 리사 조이의 영화 각본이 아직 제작되지 않았으면서 가장 인기가 좋은 영화 각본의 연례 조사인 블랙 리스트(The Black List)에 결국 뽑혔다. 조사에 따르면, 250명이 넘는 영화 간부들이 투표했고, 그녀의 각본이 "최고의" 각본으로 20표를 받았다. 2019년 1월에, 조이가 스타 휴 잭맨 그리고 레베카 페르구손이 출연하는 영화로 감독으로 데뷔할 것이라고 발표됐다. 2019년 3월에, 워너 브라더스가 영화의 배포권을 구입했었다고 보도됐다. 8월에 탠디 뉴턴도 출연진에 추가되었다. 오언 조(Daniel Wu), 앤절라 새러피언, 내털리 마르티네스, 마리나 데 타비라 그리고 클리프 커티스가 10월에 합세했다. 촬영은 2019년 10월 21일부터 뉴올리언스 그리고 마이애미에서 시작됐다. 2020년 8월에, 뉴턴의 딸인 니코 파커도 출연한다고 밝혀졌다.

## 개봉
레미니센스는 워너 브라더스에 의해서 2021년 8월 20일 미국에서 개봉되었다. 영화는 2021년 8월 11일에 BFI IMAX(런던의 IMAX 영화관)에서 처음으로 상연되었다. 2021년의 모든 타이틀에 대한 계획의 일부로, 워너 브라더스는 미국에서 HBO Max 서비스로도 한 달 동안 영화를 동시 스트리밍할 것이며, 이후에 영화는 정상적인 홈 미디어 출시 예정 기간까지 제거되었다. Samba Tv에 따르면, 첫 3일 동안 842,000가구에서 영화가 스트리밍된 것으로 추정된다. 첫 한 달이 끝날 무렵에 영화는 200만이 넘는 미국 가정에서 시청되었다. 영화는 2022년 1월 29일에 HBO Max에 다시 추가되었다.
레미니센스는 원래 2021년 4월 16일에 개봉될 예정이었지만, 그 전에 자리가 《모탈 컴뱃》으로 대체되었고 레미니센스는 코로나19 범유행 때문에 날짜가 정해지지 않고 남겨졌다. 레미니센스는 나중에, 미국에서 2021년 9월 3일에 극장 개봉으로 일정이 변경되었으며, 전 세계적인 극장 첫 공개는 2021년 8월 25일부터 시작된다. 그다음에, 미국의 개봉일은 《샹치와 텐 링즈의 전설》과의 경쟁을 피하기 위해서 8월 27일로 옮겨졌고, 그리고 다시 8월 20일로 됐다.

## 반응

### 흥행 수익
레미니센스는 미국과 캐나다에서 390만 달러의 수익을 올리고, 그 외 지역에서는 1,250만 달러의 수익을 올려, 전 세계적으로 총 1,640만 달러의 수익을 올렸다. 버라이어티는 영화가 손익분기점에 이르기 위해서는 약 1억 1,100만 달러의 수익을 올려야 할 것으로 추정했다.
미국과 캐나다에서, 레미니센스는 《퍼피 구조대 더 무비》, 《킬링 카인드: 킬러의 수제자》, 그리고 《더 나이트 하우스》와 동시에 개봉되었고 뿐만 아니라 《플래그 데이》의 제한 상영도 함께였다. 영화는 개봉 첫 주 동안 3,184개의 극장에서 약 300만 달러의 수익을 올린 것으로 예상되었다. 영화는 첫날에 67만 5천 달러의 수익을 올렸고 200만 달러의 데뷔로 시작해서 박스오피스 9순위로 마쳤다. 이는 3,000개가 넘는 극장에서 영화가 상영된 사상 최악의 오프닝이었으며, 2020년 1월에 270만 달러로 데뷔한 《리듬 오브 리벤지》를 넘는다. 영화는 2주 차에 59%로 추락해서 792,408달러가 되었다.

### 비평 반응
리뷰 애그리게이터 로튼 토마토에서 영화는 198개의 리뷰를 기반으로 신선도가 36%이며 평균 점수는 5.1/10이다. 로튼 토마토 비평가들의 총평은 이렇다. "레미니센스의 서술적 야망은 부족하지 않지만, 영화에서의 공상 과학 액션과 누아르 스릴러의 불확실한 조합은 주로 더 나은 영화의 기억을 불러일으킨다." 메타크리틱에서 영화는 43명이 참여한 비평가 평균 점수 46/100을 얻고, 이는 "혼재된, 평균적인 평가(mixed or average reviews)"를 의미한다. 포스트트랙(PostTrak)은 관객들의 67%가 긍정적인 스코어를 주었으며 44%는 영화를 분명히 추천할 것이라고 전했으며, 시네마스코어에 의해서 여론 조사를 한 관객들은 A+에서 F 등급 사이에서 영화에 평균 등급 C+를 주었다.
버라이어티에서 기고하는 오웬 글라이버만은 영화를 "우리가 본 것은 두 시간 동안 완벽하게 눈금을 매긴 신기루"라고 묘사하며 "《대부》를 떠올리게 하는 《블레이드 러너》의 스트리밍 시리즈 같다. 밖에 건물들과 도로들이 여전히 눈에 보이는 물에 잠긴 마이애미의 풍경은 《워터월드》의 아류와 《헝거 게임》 속편이 섞인 것과 비슷한 것이 떠오른다."고 말했다. 시카고 선타임스의 리처드 로퍼는 영화에 별 4개 중의 2개를 주고, "영화는 《차이나타운》으로 가는 도중에 《바닐라 스카이》의 어딘가에서 《말타의 매》가 《인셉션》을 만나는 것처럼 창의적이고 야심 차지만 대단히 난해해서 공상 과학 누아르 레미니센스에 결국 실망하게 되고, 영화는 선로에서 탈선하기 전까지 이리저리 또 이리저리 위태롭게 달린다"고 썼다.
더 플레이리스트(The Playlist)에서 기고하는 닉 앨런은 영화에 B+를 주고 "보석"이라 부르며 "지적이고 감성적인 스릴로 가득 찼다."고 한다. 그는 또한 페르구손이 "이런 역할을 준비해 왔다"고 언급하면서, 잭맨과 페르구손의 연기를 칭찬했다.